# The Front Runner
The Front Runner is een Amerikaanse historische dramafilm uit 2018 onder regie van Jason Reitman. De hoofdrollen worden vertolkt door Hugh Jackman, Vera Farmiga en J.K. Simmons.

## Verhaal
De Amerikaanse senator Gary Hart wordt in 1988 beschouwd als de grootste kanshebber op het winnen van de Democratische voorverkiezingen, maar zijn politieke campagne ontspoort wanneer de nieuwsmedia hem beschuldigen van een buitenechtelijke affaire met de jonge Donna Rice, waardoor hij en zijn gezin doelwitten worden van de sensatiepers.

## Rolverdeling
| Acteur         | Personage        |
| -------------- | ---------------- |
| Hugh Jackman   | Gary Hart        |
| Vera Farmiga   | Lee Hart         |
| Kaitlyn Dever  | Andrea Hart      |
| Sara Paxton    | Donna Rice       |
| J.K. Simmons   | Bill Dixon       |
| Courtney Ford  | Lynn Armandt     |
| Kevin Pollak   | Bob Martindale   |
| Mike Judge     | Jim Savage       |
| Molly Ephraim  | Irene Kelly      |
| Ari Graynor    | Ann Devroy       |
| Chris Coy      | Kevin Sweeney    |
| Toby Huss      | Billy Broadhurst |
| Bill Burr      | Murphy           |
| Alfred Molina  | Ben Bradlee      |
| Mamoudou Athie | AJ Parker        |

## Productie

### Ontwikkeling
In 2003 schreef politiek journalist Matt Bai voor The New York Times een artikel over gewezen senator Gary Hart. Bai raakte geïnteresseerd in de politicus en bracht in 2014 met All the Truth Is Out: The Week Politics Went Tabloid een non-fictieboek uit over Harts campagne tijdens Democratische voorverkiezingen van 1988. Nadien vormde Bai het boek samen met regisseur Jason Reitman en Jay Carson, een voormalig persverantwoordelijke van Hillary Clinton, om tot een filmscenario.

### Casting
In juni 2017 werd het project aangekondigd met Hugh Jackman als hoofdrolspeler. Twee maanden later werd de rest van de cast bekendgemaakt. Vera Farmiga en J.K. Simmons, die eerder al met Reitman hadden samengewerkt aan Up in the Air (2009), werden gecast als respectievelijk Lee Hart en Bill Dixon.

### Opnames
De opnames gingen op 8 september 2017 van start en vonden plaats in onder meer Atlanta en Savannah (Georgia).

### Release
In mei 2018, tijdens het filmfestival van Cannes, verwierf Sony Pictures de Amerikaanse distributierechten. De film ging op 31 augustus 2018 in première op het filmfestival van Telluride.